# Max (periodico)
Max è stata una rivista mensile italiana, pubblicata dal 1985 al 2013. Il periodico faceva parte del gruppo RCS MediaGroup, e aveva una tiratura mensile di circa 200 000 copie.

## Storia
Rivolta principalmente a un pubblico maschile, Max, fondato a Milano da Paolo Pietroni, debuttò nelle edicole nel 1985 proponendosi come il primo mensile rivolto al pubblico giovanile mai apparso in Italia; il logo della testata fu disegnato da Paolo Menon. Fin dagli albori, argomenti della rivista furono principalmente legati ai viaggi, alla moda, al cinema, alla musica e allo spettacolo, a cui si affiancavano spesso anche articoli di cronaca e reportage da tutto il mondo. Il successore di Pietroni, nel gennaio 1990, fu Carlo Gustavo Dansi.
Particolarmente celebre nella storia di Max fu il calendario sexy che dal 1990 al 2008 venne abbinato annualmente alla rivista, e in cui erano ritratti famosi personaggi del mondo dello spettacolo, fotografati da nomi quali Andreas Bitesnich, Fabrizio Ferri o Helmut Newton: nel corso degli anni si alternarono diverse celebrità sulle sue pagine, tra cui le donne Monica Bellucci, Anna Falchi, Sabrina Ferilli, Alessia Marcuzzi, Nina Morić, Giorgia Palmas, Elisabetta Canalis e Lola Ponce, e gli uomini Raul Bova, Alessandro Gassmann, Gabriel Garko e Luca Argentero.
Nel 2012 RCS MediaGroup decise l'integrazione della testata con La Gazzetta dello Sport. Max divenne così il mensile del quotidiano sportivo, con cui condivideva ora rubriche e interessi. Tuttavia nel luglio 2013, a seguito di una grave crisi finanziaria all'interno di RCS, anche Max, assieme ad altri periodici del gruppo editoriale, chiuse le sue pubblicazioni: per un altro anno la testata sopravvisse unicamente nella versione online ospitata all'interno del sito web della Gazzetta, chiusa infine anch'essa nell'estate 2014.